# Génitron
Le Génitron est une œuvre d'art contemporain consistant en un chronomètre monumental destiné à afficher le compte à rebours des secondes restant avant le passage à l'an 2000. Conçu par le collectif « Nemo » (François Scali et Alain Domingo), il est inauguré à Paris devant le centre Pompidou, le 31 janvier 1987, par le président de la République, François Mitterrand. Déplacé sur la place de la Bastille après 1997, il est laissé à l'abandon après sa date de fin de fonctionnement.

## Description
Le Génitron est présenté comme le « premier monument commémoratif d'un événement futur »,. Il prend la forme d'un compte à rebours numérique, à l'affichage lumineux, décomptant les secondes jusqu'au 1er janvier 2000. Il capte un code horaire émis par l'émetteur radio de France Inter, qui retransmet le temps universel calculé par l'horloge atomique de l'observatoire de Paris. Haut de six mètres et large de douze, pour un total de 27 tonnes, il est muni de neuf afficheurs à sept segments. 
Il permet notamment d'imprimer un reçu intitulé « certificat espace-temps », carte permettant de coucher sur le papier l'état exact du compte à rebours au moment de l'impression, coûtant 10 francs l'année de son inauguration. Les sommes récoltées doivent permettre la maintenance de l'instrument, principalement des afficheurs et imprimantes.
Le système est capable de reprendre son cours en cas de coupure de courant.

## Histoire

### Précurseurs
D'autres chronomètres de même nature avaient déjà été mis en place dans les années 1990 :
- à Barcelone, en vue des Jeux olympiques d'été de 1992 (25 juillet 1992) ;
- à Gênes, pour le 500e anniversaire du premier départ de Christophe Colomb pour le Nouveau Monde (3 août 1992) ;
- à Nîmes, pour la date butoir de la création du marché unique (1er janvier 1993).

### Création
Le Génitron est conçu par François Scali et Alain Domingo, deux architectes et designers rassemblés sous le pseudonyme de « Nemo »,. L'instrument est ainsi baptisé en hommage au Génitron, hebdomadaire fictif imaginé par Louis-Ferdinand Céline dans Mort à crédit (1936) : « périodique favori (vingt-cinq pages) des petits inventeurs-artisans de la région parisienne ». Il est financé en totalité par le mécénat de la Fondation Rémy Cointreau pour l'art contemporain. Celle-ci s'en désengage après la mise en application de la loi Évin en 1991 : en effet, la fondation est liée au groupe Cointreau, producteur de cognac, une eau-de-vie dont la publicité se trouve limitée par la loi Évin. La gestion du Génitron est alors laissée à « Nemo ».

### Inauguration
Le Génitron est d'abord installé sur la place Georges-Pompidou, devant le Centre national d'art et de culture Georges-Pompidou. Il y est mis en fonction le 31 mars 1987, par le président de la République, François Mitterrand. Ses cadrans affichent alors environ 400 millions de secondes avant le 1er janvier 2000. La cérémonie a lieu en présence du ministre des Finances, Édouard Balladur, et du précédent ministre de la Culture, Jack Lang, et célèbre en même temps les 10 ans du centre Pompidou, dirigé par Jean Maheu. Pour l'occasion, Mitterrand se fait accompagner d'un enfant tiré au sort parmi ceux du personnel du Centre qui auront 20 ans en l'an 2000,.
Une maquette de l'œuvre fait partie de l'exposition Mnémo, avec douze autres projets de « Nemo », à la galerie de la Caisse des dépôts et consignations, 56 rue Jacob à Paris, du 4 octobre 1993 au 23 janvier 1994, et au centre d'architecture Arc en rêve, à Bordeaux, du 10 février au 6 mars 1994,.

### Démontage prématuré

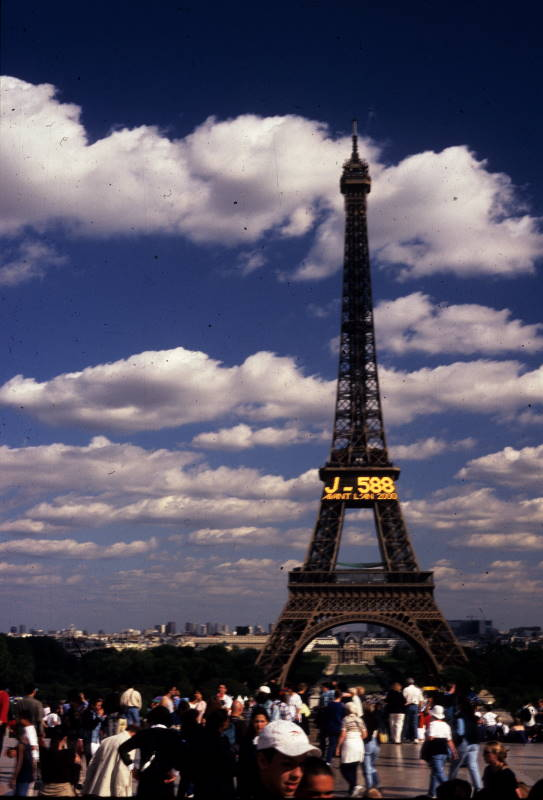
Compte à rebours sur la tour Eiffel, concurrent du Génitron.

Neuf ans après sa mise en service, le dispositif est démonté le 6 août 1996 pour cause de rénovation du centre Pompidou, mais n'est pas réinstallé une fois les travaux finis en janvier 1997. Ce déplacement / démontage imprévu est l'occasion d'échanges vifs, par presse interposée, entre « Nemo » et Jean-Jacques Aillagon, nouveau président du Centre, le Génitron ne devant pas retrouver son emplacement précédent, « gelé pour des questions de sécurité » selon Aillagon. Il est alors remisé dans un hangar du côté du quartier de la Villette, et sa réinstallation est annoncée tout d'abord près de la cité des sciences et de l'industrie, puis devant le chantier de l'ambassade de France à Berlin, sur la Pariser Platz.
D'autres compteurs sont installés, dont celui de la tour Eiffel, inauguré par le maire de Paris, Jean Tiberi, qui ravit la vedette au Génitron à la date fatidique. Selon « Nemo », le fait qu'Aillagon préside la mission pour la célébration de l'an 2000 depuis 1996, et soit donc impliqué dans la mise en place du compteur de la tour Eiffel, démontre que le démontage du Génitron n'était pas absolument fortuit.

### Réinstallation
Scali et Domingo finissent par saisir le tribunal de grande instance de Paris en septembre 1997, pour obtenir la réinstallation du dispositif devant le centre Georges-Pompidou. Le 8 octobre, le tribunal se déclare incompétent pour trancher la question. Finalement, le Génitron est déplacé en décembre 1997, aux abords de la place de la Bastille, sur demande de la mairie de Paris, malgré l'opposition du maire du 11e arrondissement, Georges Sarre. Il est alors érigé à l'entrée du terre-plein du boulevard Richard-Lenoir.

### Après l'an2000
Une fois le décompte effectué, le Génitron reste en place, mais ne fonctionne plus, ayant rempli son office. Appartenant toujours à son créateur François Scali, et la mairie de Paris ne souhaitant pas s'en porter acquéreur, le Génitron est d'abord proposé aux enchères à Monaco, mais ne trouve aucun repreneur.